# Мэттес, Агнета
Агнета Вильгельмина Йоханна ван Маркен-Мэттес (нем. Agneta Wilhelmina Johanna van Marken-Matthes; 4 октября 1847 — 5 октября 1909) — голландская предпринимательница, совместно со своим мужем Жаком ван Маркеном занимавшаяся на протяжении всей жизни производством дрожжей. Мэттес и Жак построили в Делфт (Южная Голландия) здание, где жили рабочие их фабрики. Она активно поддерживала создание автономных сообществ для работников завода. Мэттес также открыла и управляла предприниятием Delft Maison Neuve, которое специализировалось на производстве парфюмерной продукции.

### Брак

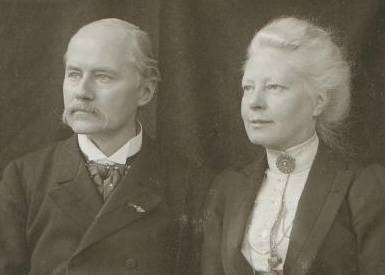
Мэттес и её муж в 1890 году

## Личная жизнь

### Семья и молодость
Агнета Вильгельмина Йоханна ван Маркен-Мэттес родилась 4 октября 1847 года в Амстердаме (Нидерланды). Её отец — Ян Виллем Фредерик Мэттес работал страховым агентом. Она росла вместе с сестрой Сарой Элизабет Маркен-Мэттес (1849—1902) в достаточно состоятельной семье, но в то же время и не самой богатой. Мэттес работала частной учительницей и с 1862 по 1864 предподавала в школе-интернате Утрехта. Позже она вернулась в Амстердам и начала изучать фортепьяно с танцами, занималась рисованием и религиозным обучением. Её сестра Сара, также известная как Нора, вышла замуж за известного в то время политика Арнольда Кердейка (1846—1907); в 1876 году он основал Свободную мыслительную демократическую лигу, а с 1877 по 1901 входил в состав Палаты представителей Нидерландов. В браке Сары и Арнольда родилось четыре ребёнка. Агнета Мэттес поддерживала связь с сестрой. Одну из своих дочерей Нора назвала в честь сестры — Агнеты.